# Mugur Isărescu
Mugur Constantin Isărescu (ur. 1 sierpnia 1949 w Drăgășani) – rumuński ekonomista, w latach 1990–1999 i od 2000 prezes Narodowego Banku Rumunii, od 1999 do 2000 premier Rumunii.

## Życiorys
W 1971 ukończył studia na Wydziale Handlu Zagranicznego Akademii Studiów Ekonomicznych w Bukareszcie. W 1989 uzyskał stopień doktora nauk ekonomicznych. Od 1971 do 1989 pracował Międzynarodowym Instytucie Studiów Ekonomicznych. W 1990 został zatrudniony w Ministerstwie Spraw Zagranicznych i skierowany do ambasady Rumunii w Stanach Zjednoczonych. Jeszcze w tym samym roku powołano go na urząd prezesa Narodowego Banku Rumunii. W 1996 został profesorem i wykładowcą akademickim na Akademii Studiów Ekonomicznych.
22 grudnia 1999 objął stanowisko premiera Rumunii (będąc osobą bezpartyjną). Zajmował je do 28 grudnia 2000, po czym powrócił do wykonywania funkcji prezesa banku centralnego. W 2000 kandydował także jako niezależny z poparciem Rumuńskiej Konwencji Demokratycznej na urząd prezydenta, w pierwszej turze głosowania zajął 4. miejsce z wynikiem 9,5% głosów.
W 1993 został pierwszym rumuńskim członkiem Klubu Rzymskiego. Od 2001 członek korespondent, od 2006 członek rzeczywisty Academia Română. Uhonorowany kilkunastoma tytułami doktora honoris causa rumuńskich uniwersytetów, a także honorowym obywatelstwem Sybina.

## Odznaczenia
- Łańcuch Orderu Gwiazdy Rumunii – 2010[2]
- Krzyż Wielki Orderu Gwiazdy Rumunii – 2000[2]
- Wielki Oficer Orderu Zasługi Przemysłowej i Handlowej – 2007[1][2]
- Wielki Oficer Orderu Krzyża Południa – 1999, Brazylia[2]
- Krzyż Wielki Orderu Infanta Henryka – 2000, Portugalia[5]
- Krzyż Wielki Orderu Krzyża Południa – 2000, Brazylia[2]
- Oficer Legii Honorowej – 2011, Francja[2]
- Krzyż Komandorski Orderu Zasługi Rzeczypospolitej Polskiej – 2012, Polska (za wybitne zasługi w rozwijaniu polsko-rumuńskiej współpracy gospodarczej, za upowszechnianie wiedzy o historii Polski i Rumunii)[6]
- Krzyż Komandorski Orderu Korony Rumunii – 2015, order domowy rumuńskiej gałęzi dynastii Hohenzollern-Sigmaringen[7]